# Aleksandra Dulkiewicz
Aleksandra Maria Dulkiewicz, née le 10 juillet 1979 à Gdańsk, est une femme politique polonaise. Elle est maire de Gdańsk depuis 2019.

## Biographie
Elle sort diplômée en droit de l'université de Gdańsk en 2006, après avoir aussi étudié à l'université de Salzbourg.
Très jeune, elle adhère au Parti conservateur-populaire. En 2006, elle devient assistante du maire de Gdańsk, Paweł Adamowicz. Elle est élue au conseil municipal de la ville en 2010 et 2014, sur la liste de la Plate-forme civique. À partir de 2017, elle est adjointe au maire chargée de la politique économique. Lors des élections municipales de 2018, elle est la directrice de campagne d'Adamowicz ; elle est réélue conseillère municipale à cette occasion.
Le 14 janvier 2019, après l’assassinat de Paweł Adamowicz, elle devient maire de la ville par intérim. Candidate aux élections municipales anticipées de mars, elle est élue avec 82 % des voix.